# Hatvan
Hatvan – miasto powiatowe na Węgrzech w Komitacie Heves nad rzeką Zagyva. Liczy ponad 22,6 tys. mieszkańców (2005 r.). Słowo Hatvan oznacza w języku węgierskim sześćdziesiąt.
W mieście rozwinął się przemysł maszynowy, metalowy, elektrotechniczny oraz spożywczy.

## Przypisy

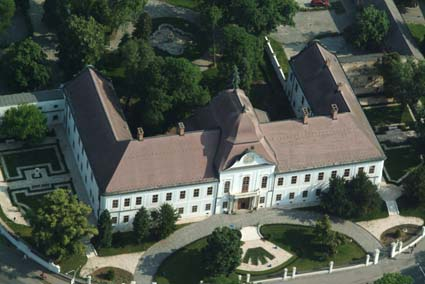
Pałac hr. Antala Grassalkovicha w Hatvan

## Miasta partnerskie
- Hódmezővásárhely
- Jarocin
- Târgu Secuiesc
- Kokkola
- Maassluis
- Tavarnelle Val di Pesa